# 시득
시득(施得, ?~?)은 신라의 관리이다.

## 생애
676년, 선병(船兵)을 이끌고 기벌포(伎伐浦)에서 당나라 설인귀(薛仁貴)와 22회의 전투를 통해 4,000여 명의 당나라군의 목을 베며 당나라군을 격퇴하는 데 공을 세웠다.